# Yvon Étienne
 (août 2012).
Si vous disposez d'ouvrages ou d'articles de référence ou si vous connaissez des sites web de qualité traitant du thème abordé ici, merci de compléter l'article en donnant les références utiles à sa vérifiabilité et en les liant à la section « Notes et références ».

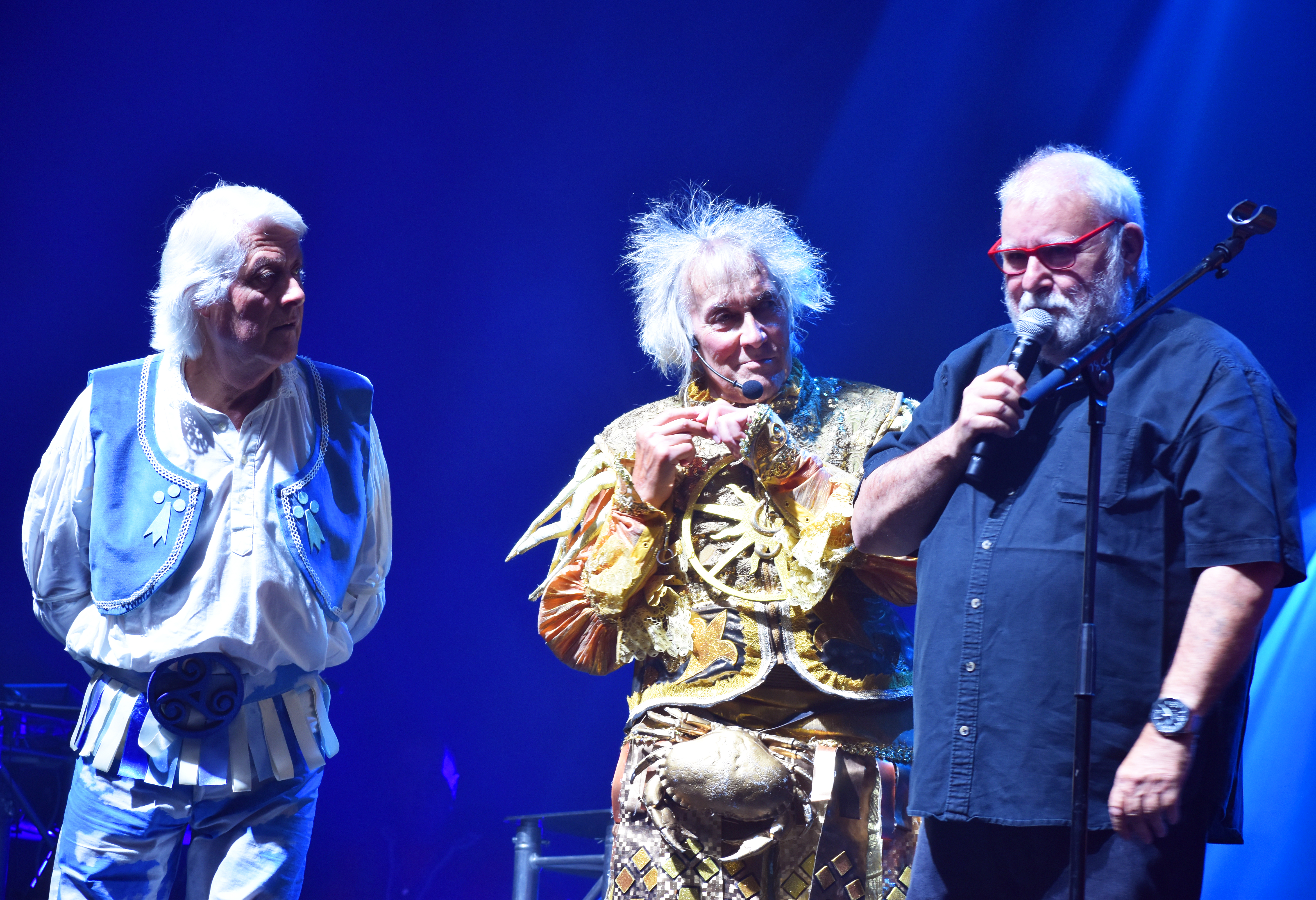
Invité par Tri Yann lors de leur concert à la Brest Arena le 13 septembre 2020

Yvon Étienne, est un auteur-compositeur-interprète français et animateur de radio (RBO devenue Ici Breizh Izel...) et de télévision (TV Breizh, Tébéo). Il est aussi membre du groupe breton des Goristes.

## Biographie

### Genre musical
Sur une musique populaire et des airs de danses traditionnelles, il chante la Bretagne de l'Argoat à l'Armor en français et en breton et l'actualité du monde qui l'entoure, souvent de façon humoristique ou ironique.

## Discographie

### avec Les Goristes
- voir leur discographie

### Participations
- Histoire d'en rire en Bretagne (vol. 1 Des dessins et des mots, 2003 - vol. 2 Ligne Pourpre, 2010)
- Le secret du vieux coquillage blanc (2006)
- Jean-Michel Caradec chanté par (2005)
- La mer en chanson volume 1
- Hommage/Da enoriñ à Glenmor  (1998)
- Allez Laval, Les Enfants de la Balle (1976). (Composition de Jean-Michel Caradec, Yvon Étienne figure parmi les participants.)

## Animateur de radio
Yvon  Étienne a proposé plusieurs émissions sur France Bleu Breizh Izel de 1982, date de création de la radio, jusqu'à 2015 où il a quitté la station : "Tu rigoles ou koâ ?", "Bonne humeur" et "Je ramasse les copies dans deux heures".

## Animateur de télévision
Il est surtout connu en Bretagne pour animer une émission de cuisine nommé Bien dans votre assiette diffusée sur Tébéo mais aussi sur TébéSud.